# 馬勒芬克巴赫河

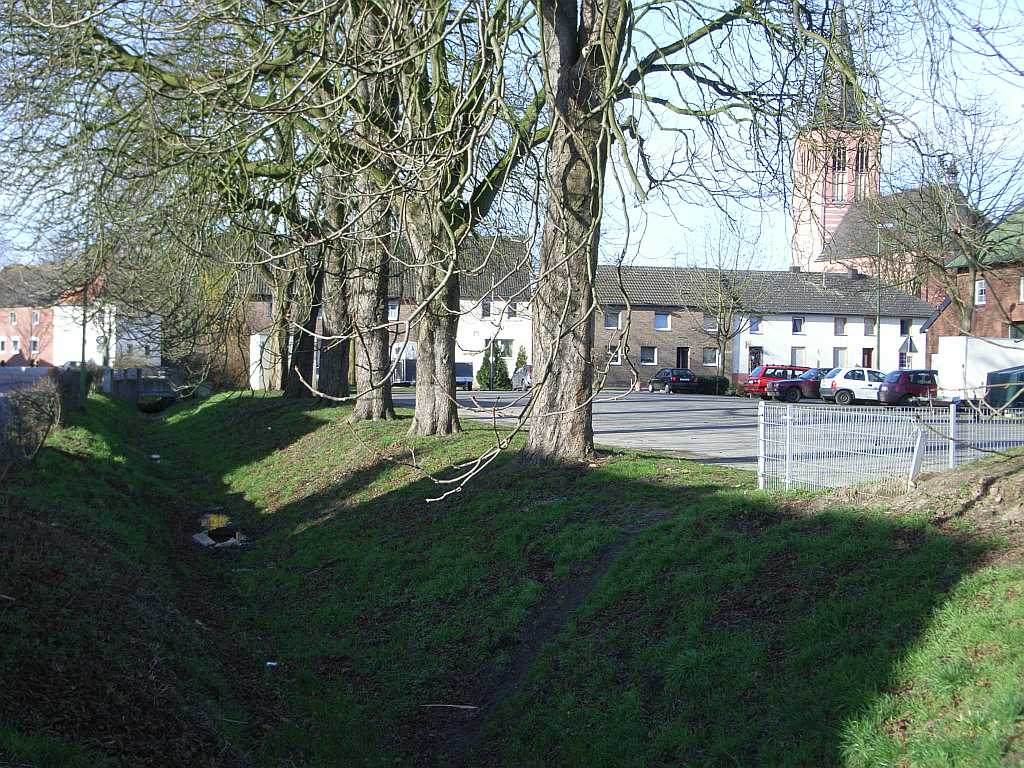

51°1′28.09″N 6°14′59.18″E / 51.0244694°N 6.2497722°E
馬勒芬克巴赫河（德語：Malefinkbach），是德國的河流，位於該國西部，處於北萊茵-威斯特法倫州，屬於魯爾河的支流，河道全長21.8公里，流域面積71.9平方公里。